# Héctor Santos (futbolista uruguayo)
Héctor Ignacio Santos (Montevideo, Uruguay, 29 de octubre de 1944 - Montevideo, Uruguay, 7 de mayo de 2019) es un exfutbolista uruguayo, que jugaba como portero y militó en diversos clubes de Uruguay, Perú, Ecuador y Chile.

## Selección nacional
Con la Selección Uruguaya de Fútbol, ha jugado 14 partidos internacionales. Incluso participó con la selección uruguaya, en 2 ediciones de la Copa Mundial. La primera fue en la edición de México 1970, donde su selección obtuvo el cuarto lugar y la segunda fue en la edición de Alemania 1974, donde su selección quedó eliminado en la primera fase. En ambas ediciones, terminó siendo el suplente de Ladislao Mazurkiewicz, que fue el portero titular de la selección uruguaya en ambos mundiales.
| Mundial              | Sede     | Resultado      |
| -------------------- | -------- | -------------- |
| Copa Mundial de 1970 | México   | Cuarto lugar   |
| Copa Mundial de 1974 | Alemania | Fase de grupos |

## Clubes
| Equipo             | País    | Temporada |
| ------------------ | ------- | --------- |
| Defensor Sporting  | Uruguay | 1965-1966 |
| Peñarol            | Uruguay | 1966-1969 |
| Bella Vista        | Uruguay | 1970      |
| Nacional           | Uruguay | 1971-1973 |
| Alianza Lima       | Perú    | 1974-1976 |
| Barcelona          | Ecuador | 1977      |
| Fénix              | Uruguay | 1978      |
| Green Cross-Temuco | Chile   | 1979-1980 |
| Cerro              | Uruguay | 1981      |